# 울산상업고등학교
울산상업고등학교(蔚山商業高等學校)는 대한민국 울산광역시 울주군 범서읍 굴화리에 있는 공립 고등학교이다.

## 학교 연혁
- 1984년 3월 6일 : 울산상업고등학교 개교(상업과 5학급)
- 2004년 8월 25일 : 현 위치로 이전
- 2010년 3월 1일 : 울산인터넷고등학교로 교명 변경, 전자상거래분야 특성화고 전환
- 2014년 3월 1일 : 울산상업고등학교로 교명 변경, 금융특성화고로 전환
- 2021년 3월 1일 : 학과개편(군사경영과 2학급, 물류경영과 3학급, 상공경영과 3학급 총 8학급)
- 2024년 12월 23일 : 제39회 졸업식(군사경영과 30명, 물류경영과 52명, 상공경영과 42명 계 124명, 졸업생 누계 12,848명)
- 2025년 3월 1일 : 제18대 박열 교장 취임
- 2025년 3월 4일 : 2025학년도 제42회 입학식(군사경영과 40명, 물류경영과 59명, 상공경영과 60명, 계 159명)

## 설치 학과
- 군사경영과
- 상공경영과
- 물류경영과

## 참고 자료
- 울산상업고등학교 - 한국교육학술정보원 학교알리미